# 다락방의 외계인
《다락방의 외계인》(Aliens In The Attic)은 캐나다에서 제작된 존 슐츠 감독의 2009년 모험, 코미디, 가족, 판타지, SF 영화이다. 카터 젠킨스 등이 주연으로 출연하였고 배리 조셉슨 등이 제작에 참여하였다.
리젠시 엔터프라이즈가 제작한 이 영화는 2009년 7월 31일 20세기 폭스에 의해 개봉되었으며 영화 평론가들로부터 혼재된 평을 받았으나 박스 오피스 성공을 약하게나마 달성하였다.

## 출연

### 주연
- 카터 젠킨스
- 오스틴 버틀러
- 애슐리 티스데일
- 애슐리 보엣처

### 조연
- 도리스 로버츠
- 로버트 호프먼
- 케빈 닐론
- 맬리즈 조우
- 팀 메도우즈
- 질리언 빅맨
- 앤디 리치터

## 기타
- 총괄프로듀서: 아논 밀천
- 공동제작: 조 하트윅 주니어
- 협력프로듀서: 존 R. 우드워드
- 미술: 배리 추시드
- 세트: 밀턴 캔디쉬
- 배역: 줄리 애쉬턴